# Culture de Lidovka
La culture de Lidovka (en russe : Синегайская культура, Sinégaïskaïa Koultoura) est une culture de l'âge du Bronze du Primorié se situe dans la plaine du Khanka (kraï de l'Oussouri). Elle prend place du Xe siècle av. J.-C. jusqu'au Ve siècle av. J.-C. La culture de Lidovka est nommé d'après le village de Lidovka dans le raïon de Tchernigovka.

## Histoire
La culture de Lidovka est la dernière culture majeure de l'âge du bronze au Primorié, et elle se situe sur une étroite bande de terre allant du village actuel de Terneï à celui actuel d'Olga, en couvrant plusieurs vallées de fleuves côtiers. Son nom vient du site le plus exploré, dont son nom vient de la rivière Lidovka. Elle s'étale du Xe siècle av. J.-C. jusqu'au Ve siècle av. J.-C., soit postérieure à la culture de Margaritovka, mais contemporaine de la culture de Sini Gaï. Elle a prospéré surtout au VIIe siècle av. J.-C. et au VIe siècle av. J.-C. Elle est dans la transition entre l'âge du bronze et le futur âge du fer,,. 

## Modes de vie
L'économie était basée sur la chasse, la cueillette, la pêche de par sa position géographique, avec des filets, et surtout de l'agriculture, principalement de mil. De l'agriculture, on a retrouvé des houes, pilons, des couteaux et des restes de céréales, mais cependant aucune trace d'élevage a été relevé,.
Cette dernière culture se distingue par sa faïence perfectionnée, avec aussi sa poterie. De nombreuses amphores (mais jamais entières) ont été retrouvées, servant au transport de marchandises. Ils étaient généralement peints, en jaune ou en cramoisi. Sinon, les produits en pierre sont toujours très présents, et de nombreux outils (couteaux, flèches, tranches pour raser) ont été trouvés. On a aussi trouvé des enclumes ou des truelles,.

## Sites
Les villages de cette culture sont situés dans les hauteurs de vallées fluviales, et les habitats sont composés de grandes maisons rectangulaires avec parfois plusieurs foyers à l'intérieur. Parmi les sites, on dénombre ceux de Samarga, Lidovka, Krouglaïa Dolina, Moryak-Rybolov, Boulochka ou de Blagodatnoïe. Contrairement aux colonies de culture de Sinégaï, elles ne sont pas fortifiées, et un sanctuaire a aussi été trouvé dans l'okroug urbain de Dalnegorsk (Monastyrka 2), mais aucune sépulture.
Les principaux sites de la culture sont : 
- Lidovka
- Roudnaïa Pristan
- Blagodatnoïe 3
- Monastyrka 3
- Vodorazdelnaïa
- Souvorovo 6
- Glazkovka 2